# Elements (Siamese-Album)
Elements ist das siebte Studioalbum der dänischen Alternative-Rock-/Alternative-Metal-Band Siamese. Es erschien am 9. August 2024 über Long Branch Records. 

## Entstehung
Während bislang der Sänger Mirza Radonjica und der Gitarrist Andreas Krüger gemeinsam die Musik für ein neues Siamese-Album schrieben, schrieb Krüger die Musik für Elements fast im Alleingang. Radonjica wurde im Jahre 2023 Vater und fungierte während der Entstehung des Albums mehr als Berater, der sich Krügers Ideen anhörte und weiter ausarbeitete. Bei Elements wollte Krüger djentige Einflüsse mit poppigen Aspekten verbinden. Das letzte Lied des Albums This Is Not a Song ist eine Zusammenstellung von übrig gebliebenen Breakdown-Riffs, die mit einer KI-Stimme ergänzt wurde.
Aufgenommen wurde das Album in den Slåskamp Studios. Andreas Krüger übernahm auch die Produktion, während er zusammen mit Chris Kreutzfeldt den Mix und Mastering übernahm. Als Gastmusiker sind Aaron Matts von der Band Ten56 bei The Shape of the Water und Anthony Diliberto von der Band Resolve bei Through My Head zu hören. Darüber hinaus nahm die Band noch eine Coverversion des Liedes God Is a Woman auf, welches im Original von Ariana Grande ist. Musikvideos wurden für die Lieder On Fire, Through My Head, Predator und This Is Not a Song veröffentlicht.

## Titelliste
1. The Shape of Water (feat. Ten56 / Aaron Matts[2]) – 3:34
2. Vertigo – 3:39
3. Predator – 3:40
4. Chemistry – 3:24
5. Through My Head (feat. Resolve / Anthony Diliberto[2]) – 3:32
6. On Fire – 3:50
7. God Is a Woman – 3:44
8. Utopia – 3:45
9. Hurricane – 3:59
10. This Is Not a Song – 2:34

## Rezeption
Laut Paul Schnurer vom Onlinemagazin Twilight überzeugt das Album vor allem durch seine beeindruckende Vielseitigkeit und die Fähigkeit, den Hörer auf eine packende musikalische Reise mitzunehmen. Die Band schafft den Spagat zwischen harten Metal-Riffs und eingängigen Pop-Melodien zu meistern, ohne dabei an Authentizität zu verlieren, wofür Schnurer 13 von 15 Punkten vergab. Katharina Jäger vom deutschen Onlinemagazin Powermetal.de zeigt Elements eine „bemerkenswerte Weiterentwicklung“. Das „gelungene Album mit viel Variation“ zeigt, dass die Band „bereit ist, neue Wege zu gehen, wobei sie dennoch bei ihrem Flair bleibt“. Jäger vergab 8,5 von zehn Punkten. Kritisch zeigte sich Raphael Siems vom deutschen Magazin Metal Hammer, der den Gesang als wegen diversen Sound-Effekten als „überproduziert“ beschrieb. In Verbindung mit den elektronischen Beats und Synthesizern wären Siamese „näher am Radio-Pop als an wirklich metallischen Sound“. Siems vergab drei von sieben Punkten.